# نيهيلومبرا
نيهيلومبرا (بالإنجليزية: Nihilumbra)‏ ، هي لعبة فيديو إلكترونية من نوع ألغاز ومنصات، أنتجت من قبل شركة بيوتيفون غيمز الإسبانية سنة 2012.

## مصدر
1. ↑  Humble Store (بالإنجليزية), QID:Q42328566
2. ↑  Mod DB (بالإنجليزية), QID:Q2983178
3. ↑  "Nihilumbra". iTunes. مؤرشف من الأصل في 2016-03-04. اطلع عليه بتاريخ 2013-07-15.

## وصلة خارجية
- الموقع الرسمي